# Copa Roca de 1957
A Copa Roca de 1957 foi um torneio de futebol amistoso disputado entre a Seleção Brasileira e a Seleção Argentina, nos dias 7 de julho e 10 de julho de 1957.
O torneio ocorreu um ano antes da Copa do Mundo FIFA de 1958, torneio em que o Brasil foi campeão pela primeira vez e a Argentina fez uma campanha decepcionante.
Ángel Labruna, com 39 anos, era o único jogador que havia disputado a última Copa Roca de 1945, 12 anos antes.
O primeiro jogo da competição ficou marcado por ter sido a estreia de Pelé na Seleção Brasileira de Futebol. O Rei do Futebol até então com apenas 16 anos de idade, entrou na partida no primeiro tempo no lugar de Del Vecchio e anotou o único gol do Brasil na partida aos 32 minutos de jogo.

## Regulamento
Foram realizados dois jogos, os dois em solo brasileiro. O primeiro jogo aconteceu no dia 7 de julho, no Estádio do Maracanã no Rio de Janeiro. O segundo foi realizado em São Paulo, no Estádio do Pacaembu no dia 10 de julho. Ao fim das duas partidas, o vencedor pelo placar agregado foi considerado o campeão. Em caso de empate, haveria um terceiro jogo. Mas como a delegação argentina tinha pressa para retornar ao seu país para o início do campeonato nacional, ficou decidido que seria disputado uma prorrogação de 30 minutos. Caso houvesse um novo empate, a Taça ficaria com o país atual detentor.

## Jogos
A primeira partida foi vencida pela Argentina. Em uma vitória incontestável, de acordo com o Jornal dos Sports mostrou a diferença de estilos “Ficou claro ainda, a nosso ver, que se pode vencer partidas utilizando passes curtos. Que nos lembremos os argentinos nunca utilizaram lançamentos à grandes distâncias. (...) O passe curto foi considerado a erva daninha do nosso football. Repudiado e combatido como causa única de dezenas de desastres.". Para Luiz Bayer, Urriolabeitia mandou no jogo. Carizzo foi elogiado por ser um goleiro "elástico".  Herrera serviu Labruna para abrir o marcador. Pelé aproveitou cruzamento de Tite para empatar. O seu primeiro gol com a camisa do Brasil. Antonio serve Juarez para fechar o placar. O A Noite criticou Del Vecchio como "horrível" e Maurinho uma "calamidade".  Essa foi a primeira vitória da Argentina no Estádio do Maracanã contra o Brasil. 
No segundo jogo, o Brasil se recuperou. Mazzola serviu Pelé para abrir o marcador. Gianserra cometeu pênalti em Pepe. Djalma Santos desperdiçou. Mazzola em jogada individual fechou o placar. O Jornal dos Sports considerou Bellini o melhor jogador da partida.   

## Primeiro jogo
| 7 de julho | Brasil   | 1 – 2     | Argentina                | Maracanã, Rio de Janeiro              |
|            | Pelé 32' | Relatório | 29' Labruna · 78' Juárez | Público: 80,000 Árbitro: Erwin Hieger |

|                |    |                     |  |     |
|                |    |                     |  |     |
| G              | 1  | Castilho            |  |     |
| LD             | 2  | Paulinho de Almeida |  |     |
| Z              | 3  | Bellini             |  |     |
| Z              | 4  | Jadir               |  |     |
| LE             | 6  | Oreco               |  |     |
| M              | 5  | Zito                |  | 70' |
| M              | 10 | Luizinho            |  |     |
| A              | 7  | Maurinho            |  |     |
| A              | 8  | Mazzola             |  | 46' |
| A              | 9  | Del Vecchio         |  | 46' |
| A              | 11 | Tite                |  |     |
| Substituições: |    |                     |  |     |
| M              |    | Urubatão            |  | 70' |
| M              |    | Moacir              |  | 46' |
| A              | 13 | Pelé                |  | 46' |
| Treinador:     |    |                     |  |     |
| Sylvio Pirillo |    |                     |  |     |

|                   | G | Carrizo       | (River Plate)        |
|                   | D | Pizarro       | (San Lorenzo)        |
|                   | D | Vairo         | (River Plate)        |
|                   | D | Gianserra     | (Tigre)              |
|                   | M | Néstor Rossi  | (River Plate)        |
|                   |   | Héctor Guidi  | (Lanús)              |
|                   | M | Urriolabeitía | (River Plate)        |
|                   | A | Corbatta      | (Racing)             |
|                   | A | Herrera       | (San Lorenzo)        |
|                   |   | Antonio       | (Atlético de Madrid) |
|                   | A | Juárez        | (Rosario Central)    |
|                   |   | Manuel Blanco | (Racing)             |
|                   | A | Labruna       | (River Plate)        |
|                   | A | Moyano        | (Lanús)              |
| Treinador:        |   |               |                      |
| Guillermo Stábile |   |               |                      |

## Segundo jogo
| 10 de julho | Brasil                 | 2 – 0 Prorrogação 0 – 0 | Argentina | Pacaembu, São Paulo                   |
|             | Pelé 20' · Mazzola 56' | Relatório               |           | Público: 40,000 Árbitro: John Husband |

|                | G  | Castilho      | (Fluminense)    |
|                | LD | Djalma Santos | (Portuguesa)    |
|                | Z  | Bellini       | (Vasco da Gama) |
|                | Z  | Jadir         | (Flamengo)      |
|                | LE | Oreco         | (Corinthians)   |
|                | V  | Zito          | (Santos)        |
|                | A  | Luizinho      | (Corinthians)   |
|                | A  | Maurinho      | (São Paulo)     |
|                | A  | Mazzola       | (Palmeiras)     |
|                |    | Del Vecchio   | (Flamengo)      |
|                | A  | Pelé          | (Santos)        |
|                | A  | Pepe          | (Santos)        |
| Treinador:     |    |               |                 |
| Sylvio Pirillo |    |               |                 |

|                   | G | Carrizo       | (River Plate)        |
|                   |   | Musimessi     | (Boca Juniors)       |
|                   | D | Biagioli      | (Rosario Central)    |
|                   | D | Vairo         | (River Plate)        |
|                   | D | Gianserra     | (Tigre)              |
|                   | M | Néstor Rossi  | (River Plate)        |
|                   |   | Héctor Guidi  | (Lanús)              |
|                   | M | Urriolabeitía | (River Plate)        |
|                   | A | Corbatta      | (Racing)             |
|                   | A | Herrera       | (San Lorenzo)        |
|                   |   | Antonio       | (Atlético de Madrid) |
|                   | A | Juárez        | (Rosario Central)    |
|                   | A | Labruna       | (River Plate)        |
|                   | A | Sesti         | (Independiente)      |
| Treinador:        |   |               |                      |
| Guillermo Stábile |   |               |                      |